# Куафо
Куафо (Куаф, Каафа, Каиде) — река в России, протекает по границе Абинского и Крымского районов Краснодарского края. Длина реки — 19 км. Площадь водосборного бассейна — 57,3 км².
Один из истоков стекает с северного склона горы Вышка (220 м), другие — с других склонов хребта (250 м) в междуречье рек Абин и Шибик. Устье — река Вторая (Шидс), на пойме реки Абин, в 200 метрах от впадения в Абин. Согласно 5-вёрстной карте Кавказа за 1877 год, река тогда имела название Каифы и впадала непосредственно в Абин, хоть и имела протоку в реку Шибик. На карте Кубанской области 1902 года имеет название Каифа, а на 5-вёрстке 1926 года — Каиф. На генштабовской карте РККА 1940 года имеет современное название.
Высота истока — около 220 м над уровнем моря. Высота устья — менее 10 м над уровнем моря.
Этимология названия реки точно не установлена. По мнению Ковешникова В. Н., возможно от адыг. Куахъо — «вилы» (по его словам, это бездоказательно). Также возможно от адыг. Къуафэ, где адыг. къу — «долина» и адыг. фэ — «сухожилие», то есть «сухая (пересыхающая) долина», или адыг. Къуафы (адыг. фы — «чистая») — «чистая долина».
В непосредственной близости к реке находятся хутора Нижняя Ставрополька и Верхняя Ставрополька.

## Топографические карты
- Лист карты L-37-113-1-1.